# Den hvide sten
Den hvide sten' (svensk: Den vita stenen) er en svensk tv-serie for børn fra 1973, instrueret af Göran Graffman, baseret på Gunnel Lindes børnebog Den vita stenen fra 1964. Den blev indspillet i Djupvik i Kalmar län.

## Handling
Det er 1930'erne. Fia og hendes mor fru Pettersson bor i en landsby hos häradshövdingen, hvor hans sure husholderske Malin regerer. Fias skolekammerater driller Fia, fordi hun har en moder, som er pianolærerinde, som Malin betragter som doven, da hun bare spiller klaver.
En sommerdag møder Fia, som kalder sig Fideli, en dreng, som kalder sig Farornas konung ("Farernes konge"), som løvetæmmeren i cirkus. Men "Fideli", som tror han er fra cirkusset, ved ikke, at drengen egentlig hedder Hampus og netop er flyttet ind i nabohuset sammen med sin farbror Sivert Kolmodin, som er en fattig skomager og hans hustru, som er Hampus stedforældre, og deres seks børn, som er sure på Hampus, fordi de blevet tvunget til at flytte ofte. De mener (med en vis ret), at det er Hampus' fejl.
Da Hampus ser, at "Fideli" har en lille smuk hvid sten, spørger han, om han må få den hvide sten, hvis han maler øjne, næse og mund på kirkeuret. Han lover at give hende stenen tilbage, hvis hun kan være tavs en hel dag (og ikke sige noget, før hun vågner næste morgen). Dette er begyndelsen på deres leg om at den, som har stenen, skal give den anden en "opgave" som skal udføres for at "erobre" den hvide sten.

## Medvirkende
- Julia Hede – Ina Vendela Sofia "Fia" Pettersson
- Ulf Hasseltorp – Hampus
- Monica Nordquist – Fru Pettersson
- Ulf Johanson – häradshövdingen
- Betty Tuvén – Malin
- Håkan Serner – Skomager Sivert Kolmodin
- Maj-Britt Lindholm – Skomagerfruen
- Ingemar Hasselquist – Henning Kolmodin
- Cecilia Nilsson – Eivor Kolmodin
- Gunilla Söderholm – Siri Kolmodin
- Ann-Charlotte Lithman – Nanna Kolmodin
- Joakim Rundberg – Ture Kolmodin
- Robert Rundberg – Lulle Kolmodin
- Fanny Gjörup – Brita, postmesterens datter
- Pia Skagermark – Solbritt
- Eva Dahlqvist – Essy
- Börje Mellvig – købmanden
- Björn Gustafson – Bager Bror Emilsson
- Lars-Erik Liedholm – postmesteren
- Ove Tjernberg – Farornas konung, løvetæmmeren på cirkus
- Åke Wästersjö – cirkusvagt
- Göran Graffman – cirkusvagt
- Willy Peters – doktor
- Karin Miller – skolelærerinden